# 45.ª edición de los Premios Grammy
La 45.ª edición de los Premios Grammy se celebró el 23 de febrero de 2003 en el Madison Square Garden de Nueva York, en reconocimiento a los logros discográficos alcanzados por los artistas musicales durante el año anterior. El evento fue televisado en 1453 directo en Estados Unidos por CBS. Norah Jones fue la gran ganadora obteniendo un total de cinco galardones.

## Ganadores y nominados

### Generales
- Grabación del año
  - Norah Jones por "Don't Know Why"
  - Vanessa Carlton por "A Thousand Miles"
  - Eminem por "Without Me"
  - Nelly & Kelly Rowland por "Dilemma"
  - Nickelback por "How You Remind Me"

- Álbum del año
  - Norah Jones por Come Away With Me 
  - Dixie Chicks por Home
  - Eminem por The Eminem Show
  - Nelly por Nellyville
  - Bruce Springsteen por The Rising

- Canción del año
  - Norah Jones por "Don't Know Why"
  - Vanessa Carlton por "A Thousand Miles"
  - Avril Lavigne por "Complicated"
  - Bruce Springsteen por "The Rising"
  - Alan Jackson por "Where Were You (When the World Stopped Turning)"

- Mejor artista novel
  - Norah Jones
  - Ashanti
  - Michelle Branch
  - Avril Lavigne
  - John Mayer

### Alternativa
- Mejor álbum de música alternativa
  - Ken Nelson (productor/ingeniero/mezclador), Mark Phythian (ingeniero/mezclador); Coldplay (productores/ingenieros/mezcladores e intérpretes) por A Rush of Blood to the Head

### Blues
- Mejor álbum de blues tradicional
  - Anthony Daigle, John Holbrock (ingenieros/mezcladores) & B. B. King (productor e intérprete) por A Christmas Celebration of Hope
- Mejor álbum de blues contemporáneo
  - Joe Henry (productor), S. Husky Höskulds (ingeniero/mezclador); Solomon Burke por Don't Give Up On Me

### Clásica
- Mejor interpretación orquestal
  - Andreas Neubronner (productor), Peter Laenger (ingeniero), Michael Tilson Thomas (director) & San Francisco Symphony Orchestra por Mahler: Sinfonía n.º 6
- Mejor interpretación solista vocal clásica
  - Erik Smith (productor), Jonathan Stokes, Neil Hutchinson, Tom Lazarus (ingenieros); Patrick Summers (director), Renée Fleming (solista) & Coro del Maggio Musicale Fiorentino por Bel Canto (Bellini, Donizetti, Rossini, etc.)
- Mejor grabación de ópera
  - Christoph Classen (productor), Eberhard Sengpiel & Tobias Lehmann (ingenieros); Daniel Barenboim (director), Jane Eaglen, Thomas Hampson, Waltraud Meier, René Pape, Peter Seiffert, Chor der Deutschen Staatsoper Berlin & Staatskapelle Berlin por Wagner: Tannhäuser
- Mejor interpretación coral
  - Thomas Moore (productor), Michael J. Bishop (ingeniero), Robert Spano (director), Norman Mackenzie (director de coro), Christine Goerke, Brett Polegato & Atlanta Symphony Orchestra & Chorus por Vaughan Williams: Sinfonía n.º 1 'A Sea Symphony'
- Mejor interpretación clásica, solista instrumental (con orquesta)
  - Thomas Frost (productor), Richard King (ingeniero), Sir Neville Marriner (director),  Hilary Hahn & Academy of Saint Martin in the Fields por Brahms: Concierto para violín / Stravinsky: Concierto para violín
- Mejor interpretación clásica, solista instrumental (sin orquesta)
  - Andreas Neubronner (productor/ingeniero) & Murray Perahia por Chopin: Études, Op. 10 & Op. 25
- Mejor interpretación de conjunto musical pequeño o música de cámara
  - Steve Barnett (productor), Preston Smith (ingeniero), Joseph Jennings (director), Chanticleer & Handel & Haydn Society of Boston por Tavener: Lamentations and Praises
- Mejor interpretación de música de cámara
  - Andrew Keener (productor), Simon Dominic Eadon (ingeniero); Takács Quartet por Beethoven: Cuartetos de cuerda ("Razumovsky" Op. 59, 1-3; Cuarteto de cuerdas n.º 10 )
- Mejor composición clásica contemporánea
  - John Tavener (compositor), Steve Barnett (productor), Preston Smith (ingeniero), Joseph Jennings (director), Chanticleer & Handel & Haydn Society of Boston por Tavener: Lamentations and Praises
- Mejor álbum de música clásica
  - Thomas Moore (productor), Michael J. Bishop (ingeniero), Robert Spano (director), Norman Mackenzie (director de coro), Christine Goerke, Brett Polegato & Atlanta Symphony Orchestra & Chorus por Vaughan Williams: Sinfonía n.º 1 'A Sea Symphony'
- Mejor álbum crossover de música clásica
  - Sid McLauchlan (productor), Richard Lancaster, Ulrich Vette (ingenieros); André Previn (director) & London Symphony Orchestra por Previn Conducts Korngold (Sea Hawk; Captain Blood, etc.)

### Composición y arreglos
- Mejor composición instrumental
  - Thomas Newman (compositor) por "Six Feet Under Title Theme"
- Mejor arreglo instrumental
  - Thomas Newman (arreglista) por "Six Feet Under Title Theme"
- Mejor arreglo instrumental acompañado de vocalista
  - Dave Grusin (arreglista); James Taylor (intérprete) por "Mean Old Man"

### Composición para medio visual
- Mejor recopilación de banda sonora para película, televisión u otro medio visual
  - Allan Slutsky, Harry Weinger (productores), Ted Greenberg (productor/ingeniero/mezclador), Kooster McAllister (ingeniero/mezclador); The Funk Brothers & varios intérpretes por Standing in the Shadows of Motown
- Mejor composición instrumental escrita para una película, televisión u otro medio visual
  - John J. Kurlander (ingeniero/mezclador) & Howard Shore (productor y compositor) por The Lord of the Rings: The Fellowship of the Ring
- Mejor canción escrita para una película, televisión u otro medio visual
  - Randy Newman (compositor e intérprete) por "If I Didn't Have You" (de Monsters, Inc.)

### Country
- Mejor interpretación vocal country, femenina
  - Faith Hill por "Cry"
- Mejor interpretación vocal country, masculina
  - Johnny Cash por "Give My Love to Rose"
- Mejor interpretación country, duo o grupo
  - Dixie Chicks por "Long Time Gone"
- Mejor colaboración vocal country
  - Willie Nelson & Lee Ann Womack por "Mendocino County Line"
- Mejor interpretación instrumental country
  - Dixie Chicks por "Lil' Jack Slade"
- Mejor canción country
  - Alan Jackson (compositor) por "Where Were You (When the World Stopped Turning)"
- Mejor álbum de música country
  - Lloyd Maines (productor), Gary Paczosa (ingeniero/mezclador); Dixie Chicks (productores e intérpretes) por Home
- Mejor álbum de bluegrass
  - David Castle (ingeniero/mezclador), Clinch Mountain Boys, Jim Lauderdale (productores e intérpretes) & Ralph Stanley por Lost in the Lonesome Pines

### Dance
- Mejor grabación dance
  - Dirty Vegas (productores e intérpretes) por "Days Go By"

### Espectáculo musical
- Mejor álbum de espectáculo musical
  - Peter Karam (ingeniero/mezclador), Marc Shaiman (productor, compositor y guionista) & Scott Wittman (guionista) & el elenco de Broadway con Marissa Jaret Winokur & Harvey Fierstein por Hairspray

### Folk
- Mejor álbum de folk tradicional
  - Steven Heller (productor/ingeniero/mezclador), David Holt (productor e intérprete) & Doc Watson por Legacy
- Mejor álbum de folk contemporáneo
  - Alison Krauss (productor), Gary Paczosa (ingeniero/mezclador); Nickel Creek (intérprete) por This Side
- Mejor álbum de música nativo americana
  - Thomas A. Wasinger (productor); Mary Youngblood (productor e intérprete) por Beneath the Raven Moon

### Gospel
- Mejor álbum gospel pop/contemporáneo
  - Vance Powell, Jack Joseph Puig (ingenieros/mezcladores); Jars of Clay (productores e intérpretes) por The Eleventh Hour
- Mejor álbum gospel rock
  - Monroe Jones (productor), James J Dineen III (ingeniero/mezclador); Third Day por Come Together
- Mejor álbum gospel soul tradicional
  - John Chelew (productor), Jimmy Hoyson (ingeniero/mezclador); Blind Boys of Alabama por Higher Ground
- Mejor álbum gospel soul contemporáneo
  - Glaurys Ariass, Helsa Ariass (productores/ingenieros/mezcladores), Chris Puram (ingeniero/mezclador); Eartha (productor e intérprete) por Sidebars
- Mejor álbum gospel sureño, country o bluegrass
  - Art Greenhaw (productor/ingeniero/mezclador), Tim Cooper, Chuck Ebert, Art Greenhaw, Adrian Payne, Robb Tripp & Philip W. York (ingeniero/mezclador); The Jordanaires, Larry Ford & The Light Crust Doughboys (intérpretes) por We Called Him Mr. Gospel Music: The James Blackwood Tribute Album
- Mejor álbum gospel, coro o coros
  - B.J. Goss (ingeniero/mezclador); Carol Cymbala (productor y director de coro), Brooklyn Tabernacle Choir (intérpretes) por Be Glad

### Hablado
- Mejor álbum hablado
  - Charles B. Potter (productor); Maya Angelou (intérprete) por A Song Flung Up to Heaven
- Mejor álbum de comedia
  - Nathaniel Kunkel (ingeniero/mezclador), Peter Asher (productor); Robin Williams (intérprete) por Robin Williams - Live 2002

### Histórico
- Mejor álbum histórico
  - Dean Blackwood (productor), David Glasser, Christopher King & Matt Sandoski (ingenieros); Charley Patton (intérprete) por Screamin' and Hollerin' the Blues: The Worlds of Charley Patton

### Infantil
- Mejor álbum musical para niños
  - Joseph Miskulin (productor), Dan Rudin, Brent Truitt (ingenieros/mezcladores); Riders in the Sky (intérpretes) por Monsters, Inc. Scream Factory Favorites
- Mejor álbum hablado para niños
  - Tom Chapin por There Was an Old Lady Who Swallowed a Fly

### Jazz
- Mejor solista de jazz instrumental
  - Herbie Hancock por "My Ship"
- Mejor álbum de jazz instrumental, individual o grupo
  - Doug Doctor, Jay Newland, Rob Griffin (ingenieros/mezcladores), Jason Olaine (productor), Michael Brecker (productor e intérprete), Herbie Hancock & Roy Hargrove (intérpretes) por Directions in Music
- Mejor álbum de jazz, conjunto grande
  - James Farber (ingeniero/mezclador), Dave Holland, Louise Holland (productores); Dave Holland Big Band (intérpretes) por What Goes Around
- Mejor álbum de jazz vocal
  - Al Schmitt (ingeniero/mezclador), Tommy LiPuma (productor); Diana Krall (intérprete) por Live in Paris
- Mejor álbum de jazz contemporáneo
  - Rob Eaton (ingeniero/mezclador), Lyle Mays, Pat Metheny, Steven Rodby (productores); Pat Metheny Group (intérpretes) por Speaking of Now
- Mejor álbum de jazz latino
  - Phil Magnotti (ingeniero/mezclador), Dave Samuels (productor); Caribbean Jazz Project (intérpretes) por The Gathering

### Latina
- Mejor interpretación pop latino
  - Bob St. John, Eric Schilling, Gustavo Afont, Iker Gastraminsa, Jaime Lagueruela, Jon Fausty (ingenieros/mezcladores), Gonzalo Vásquez (ingeniero/mezclador/productor) Luis Ochoa (productor); Bacilos (productores e intérpretes) por Caraluna
- Mejor interpretación latina tropical tradicional
  - Catherine Miller (ingeniero/mezclador), Nat Chediak (productor); Bebo Valdés Trio con Israel "Cachao" López & Carlos "Patato" Valdés (intérpretes) por El arte del sabor
- Mejor interpretación mexicano-americana
  - Benny Faccone (ingeniero/mezclador); Franco Giordani, John Karpowich & Dennis Parker (ingenieros); Joan Sebastian (productor e intérprete) por Lo dijo el corazón
- Mejor interpretación rock latino/alternativo
  - Benny Faccone (ingeniero/mezclador), Álex González, Fher Olvera (productores); Maná (intérpretes) por Revolución de amor
- Mejor álbum tejano
  - Gustavo Alphonso Miranda (ingeniero/mezclador), Manuel Herrera Maldonado (productor); Emilio Navaira (intérprete) por Acuérdate
- Mejor álbum de salsa
  - Jon Fausty, Maria DeJesus (ingenieros/mezcladores), Sergio George (productor); Celia Cruz (intérprete) por La negra tiene tumbao
- Mejor álbum de merengue
  - Manuel Antonio Tejada Tabar, Raphael Peña, Rolando Alejandro (ingenieros/mezcladores), Jose Lugo (productor); Grupo Mania (intérpretes) por Latino

### New age
- Mejor álbum de new age
  - Les Kahn (ingeniero/mezclador), Eric Tingstad (ingeniero/mezclador/productor e intérprete) & Nancy Rumbel (productor e intérprete) por Acoustic Garden